# Герб Столина
Герб Столина — символ города Столина. Герб зарегистрированный в Гербовым матрикуле Республики Беларусь 25 декабря 1998 года № 33.

## Описание
В голубом поле варяжского щита изображен серебряный аист с золотыми клювом, крыльями и ногами, обращенный вправо. В клюве золотая дубовая ветвь с желудями.
Работу по разработке герба возглавлял Столинский районный исполнительный комитет. Голубое поле щита повторяет цвет герба областного центра (Бреста) и в условной форме передаёт особенность географического расположения города — на территории богатого на озёра и реки Полесского края.
Центральная фигура аиста на гербе подчёркивает не только богатство и разнообразие фауны птиц, которые живут в этим регионе, но мои и более глубокий смысл. Эти птицы в античности полагались символом любви детей к родителям, на Востоке — долголетия. В северных странах их регулярные возвращения весной связывались со праздником воскресения. В восточных славян аисты, которые приносят младенцев, служат знаком любви и счастья.
Золотая дубовая отрасль в клюве аиста, на мысль создателей герба, должна объясняться как символ богатства и красоте природы, роста и развития города. Это вполне согласуется с принятым в международной эмблематике толкованием дуба, а также его корней, ветвей и плодов, как символами бессмертия и долговечности.
Герб Столина и положение о нём утверждены решением Столинского районного исполнительного комитета от 27 ноября 1998 года № 786.
Европейские города, на гербах которых присутствует изображение аиста, 28 апреля 2001 года объединились в международную организацию ESCO.